# Geomyphilus pierai
Geomyphilus pierai är en skalbaggsart som beskrevs av Lobo och Deloya 1995. Geomyphilus pierai ingår i släktet Geomyphilus och familjen Aphodiidae. Inga underarter finns listade i Catalogue of Life.